# Jongdžu
Jongdžu (korejsky 영주) je město na severu provincie Severní Kjongsang v Jižní Koreji. V roce 2008 mělo 113 930 obyvatel.
Jongdžu je železničním uzlem, vede odtud mimo jiné trať do Kangnungu.